# Nieuw-Lekkerland

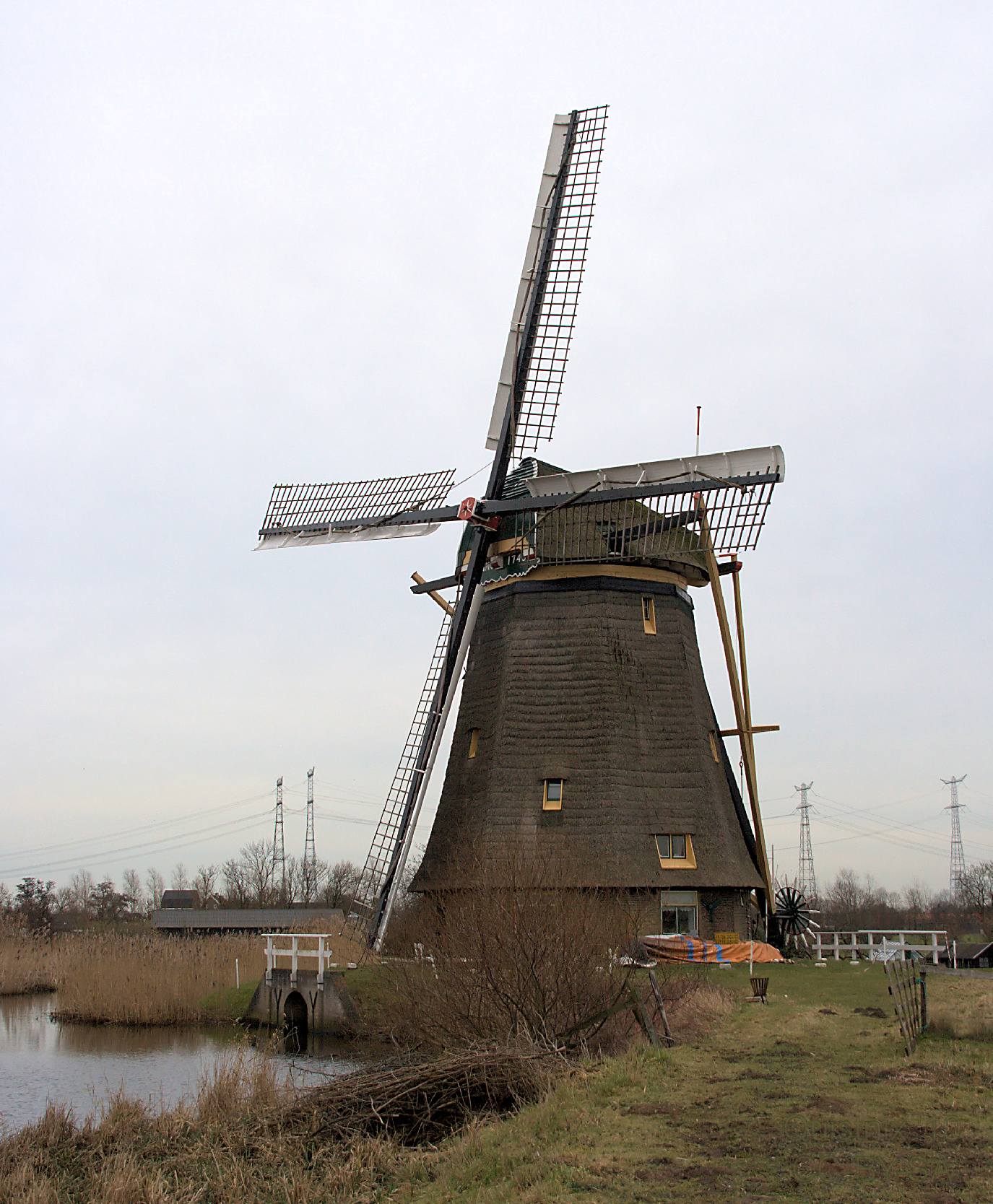
Windmühle Hoge Molen

Nieuw-Lekkerland (anhörenⓘ) ist ein Ort und eine ehemalige Gemeinde am Lek in der niederländischen Provinz Südholland. Er zählte am 1. Januar 2024 laut Angabe des CBS 8635 Einwohner. Die Gesamtfläche des Ortes beträgt 9,79 km². Seit 2019 ist Nieuw-Lekkerland ein Ort in der Gemeinde Molenlanden.

## Ortsteile
- Kinderdijk
- Nieuw-Lekkerland (Dorp und Middelweg). Hier befindet sich das ehemalige Rathaus.

## Politik

### Sitzverteilung im Gemeinderat
| Partei       | Sitze | Sitze | Sitze | Sitze |
| Partei       | 1998  | 2002  | 2006  | 2010  |
| ------------ | ----- | ----- | ----- | ----- |
| SGP          | 3     | 3     | 3     | 4     |
| ChristenUnie | —     | 3     | 3     | 3     |
| PvdA         | 4     | 4     | 4     | 3     |
| VVD          | 2     | 2     | 2     | 2     |
| CDA          | 1     | 1     | 1     | 1     |
| RPF/GPV      | 3     | —     | —     | —     |
| Gesamt       | 13    | 13    | 13    | 13    |